# Klarsreuti

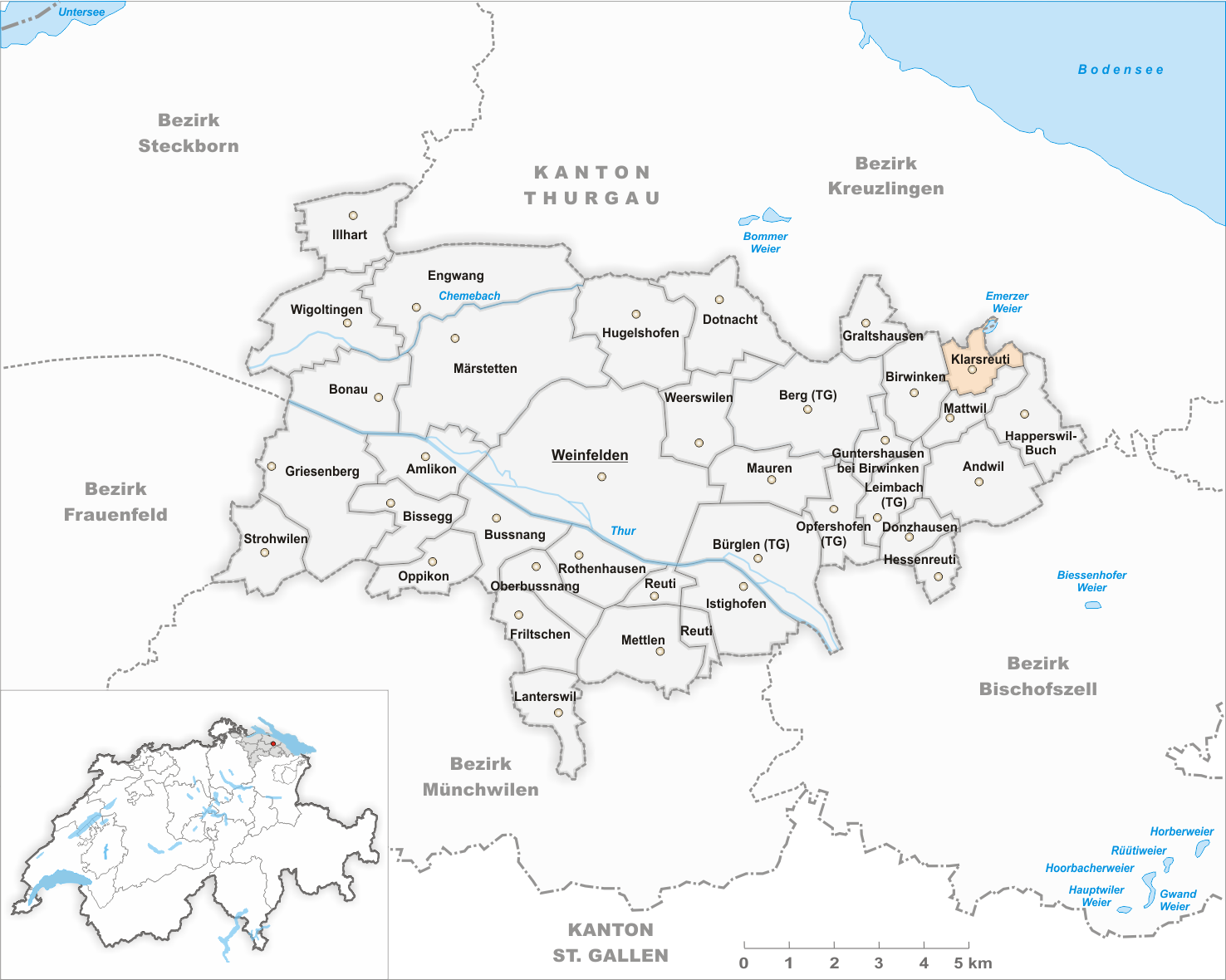
Gemeindestand vor der Fusion im Jahr 1995

Klarsreuti, schweizerdeutsch Chloorsrüüti oder Chlarsrüüti, ist eine ehemalige Ortsgemeinde und eine Ortschaft der Gemeinde Birwinken im Bezirk Weinfelden des Kantons Thurgau in der Schweiz. Klarsreuti liegt am Südhang des Seerückens nordöstlich von Berg.
Klarsreuti bildete bis 1994 eine Ortsgemeinde der ehemaligen Munizipalgemeinde Birwinken. Am 1. Januar 1995 fusionierte die ehemalige Gemeinde im Rahmen der Thurgauer Gemeindereform zur politischen Gemeinde Birwinken.

## Geschichte
Der Ort wurde 1270 erstmals als Ruti und 1507 als Klarersrutti erwähnt. Im 13. Jahrhundert trat das Kloster Feldbach in Klarsreuti als Grundbesitzerin auf. Vom Spätmittelalter bis 1798 gehörte Klarsreuti zu den sogenannten Hohen Gerichten, die dem eidgenössischen Landvogt im Thurgau direkt unterstanden.
Das mehrheitlich reformierte Dorf war stets nach Langrickenbach kirchgenössig und teilte kirchlich das Schicksal dieser Pfarrei.
Acker- und Obstbau waren die vorherrschenden Wirtschaftsformen, im 19. Jahrhundert kam die Weberei dazu. Um 1900 bestand in Klarsreuti eine mechanische Stickerei, doch hatte sie in dem abseits der Verkehrswege gelegenen Dorf keinen Bestand. Neben dem seit 1930 nach biologisch-dynamischen Grundsätzen geführten Oswaldhof – der Erste der Schweiz – hat sich die konventionell betriebene Landwirtschaft mit Milchwirtschaft, Acker- und Obstbau bis in die Gegenwart als wichtigster Erwerbszweig behauptet.

## Wappen
Blasonierung: In Rot zwei schreitende gelbe Löwen übereinander.
Die beiden Löwen kennzeichnen die Beziehung Klarsreutis zum Hohen Gericht und zum Kloster Feldbach. Die Farben Rot und Gelb stammen vom Wappen der Landgrafschaft Thurgau.

## Bevölkerung
| Jahr         | 1850  | 1900  | 1950  | 1990  | 2000  | 2010  | 2018  | 2023  |
| ------------ | ----- | ----- | ----- | ----- | ----- | ----- | ----- | ----- |
| Ortsgemeinde | 95    | 119   | 84    | 68    |       |       |       |       |
| Ortschaft    |       |       |       |       | 55    | 70    | 80    | 74    |
| Quelle       | [ 4 ] | [ 4 ] | [ 4 ] | [ 4 ] | [ 6 ] | [ 7 ] | [ 2 ] | [ 8 ] |

Von den insgesamt 80 Einwohnern der Ortschaft Klarsreuti im Jahr 2018 waren 37 (46,3 %) evangelisch-reformiert und 12 (15,0 %) römisch-katholisch.

## Bilder

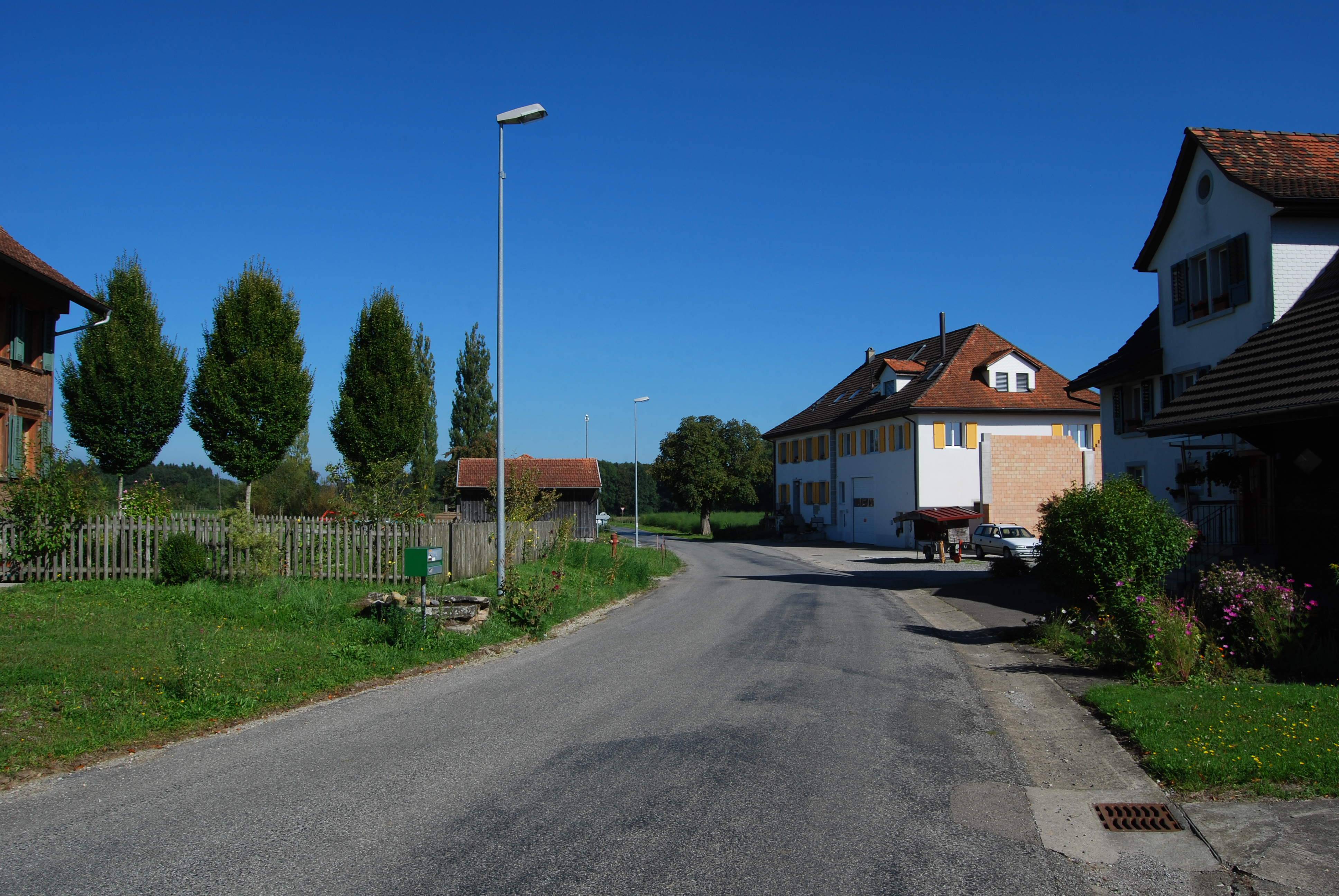
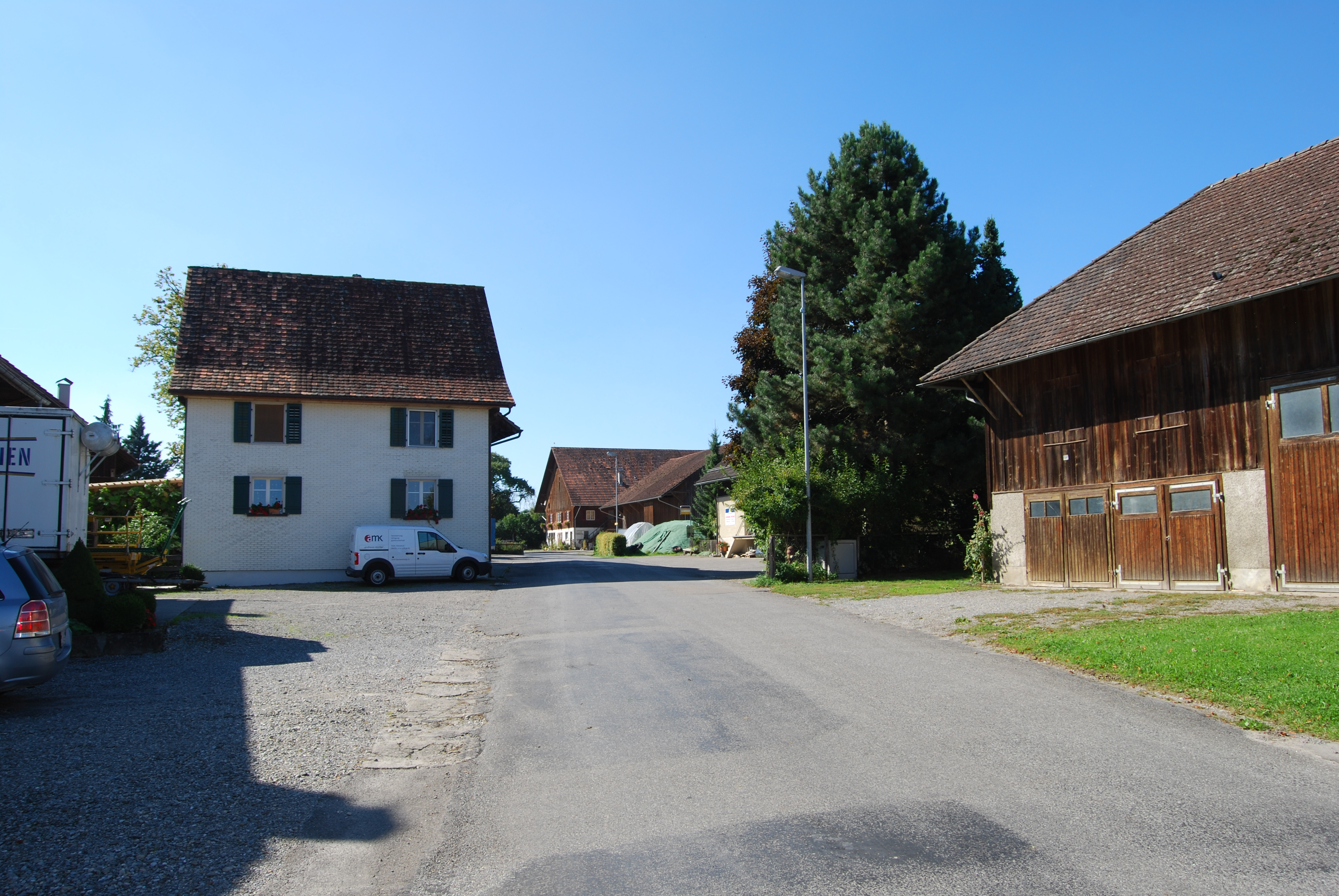
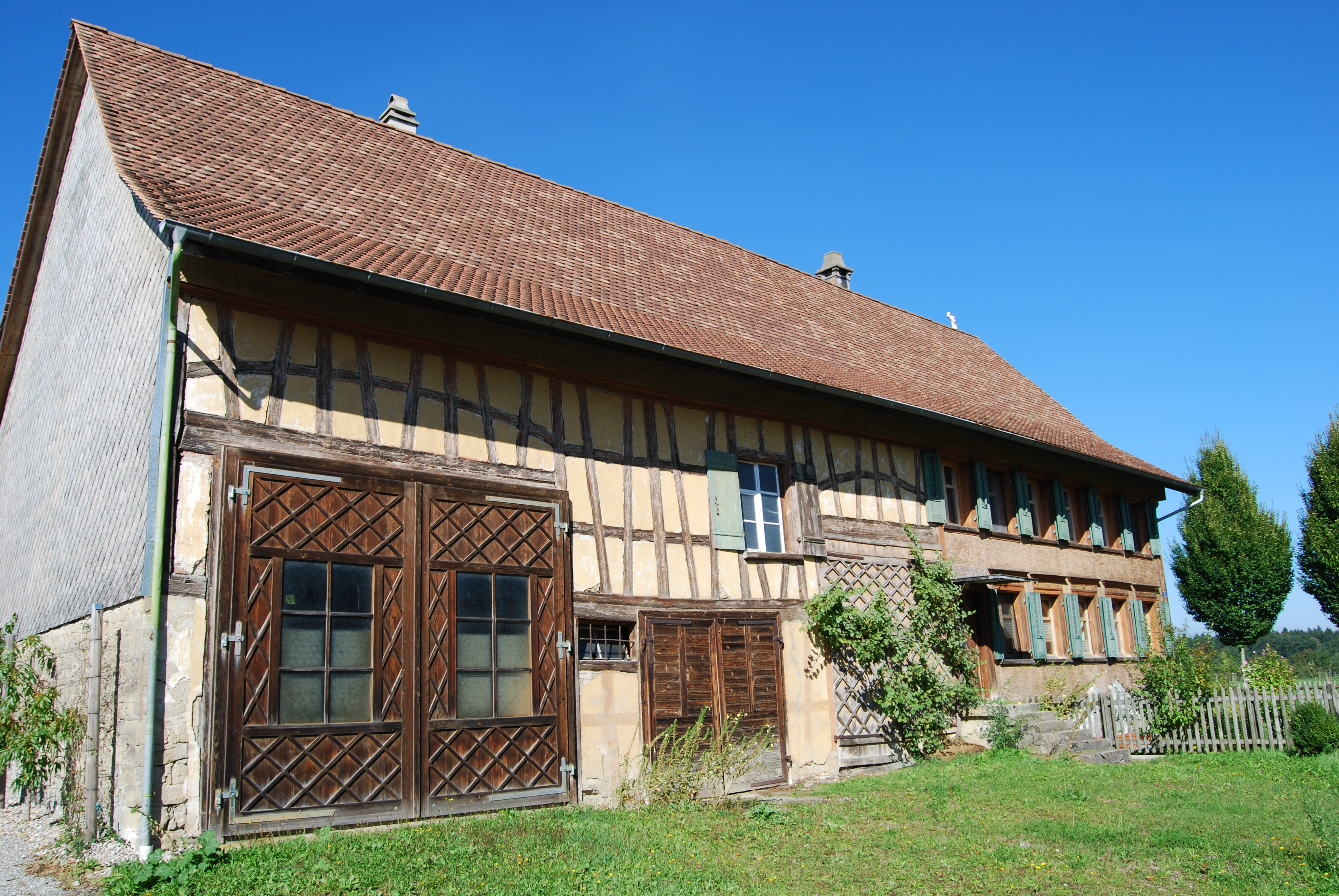
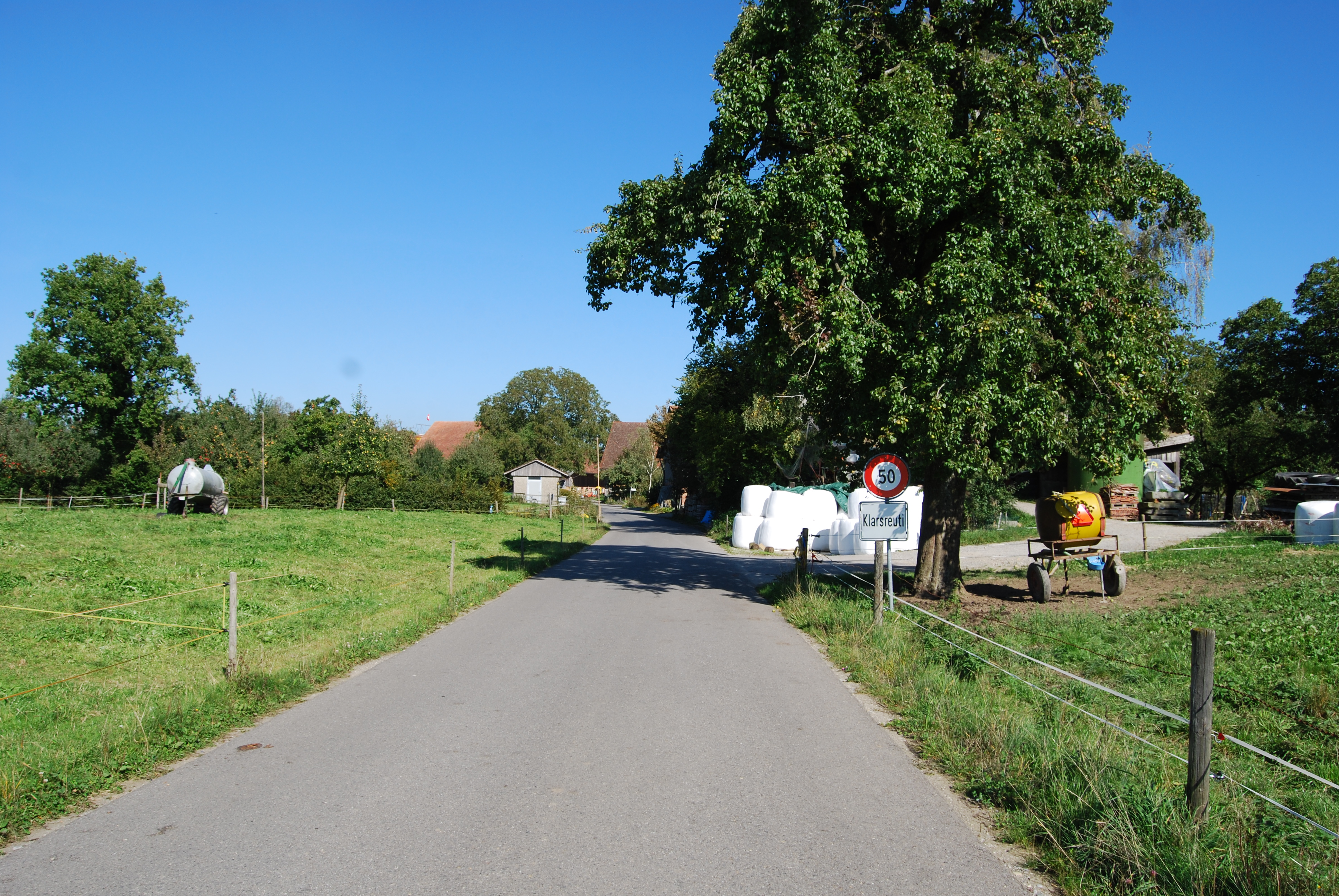